# Nuclebrás Equipamentos Pesados
A Nuclebrás Equipamentos Pesados S.A. (NUCLEP) é uma empresa estatal brasileira, vinculada ao Ministério de Minas e Energia. A NUCLEP é uma indústria de base produtora de bens de capital sob encomenda, preferencialmente na área de caldeiraria pesada. É uma sociedade de economia mista, cujo acionista é a União. Tem como missão projetar, desenvolver, fabricar e comercializar componentes pesados relativos a usinas nucleares, à construção naval e offshore e a outros projetos. Seu complexo industrial está localizado no município de Itaguaí, a 85  km a sudoeste da cidade do Rio de Janeiro, às margens da rodovia Rio-Santos (BR-101), do ramal ferroviário da MRS e próxima ao litoral. 

## História
Foi fundada em 16 de dezembro de 1975 através do Decreto n° 76.805, para atender ao programa nuclear brasileiro.
Em 1989, o controle acionário passou à CNEN. Com isso, a NUCLEP experimentou, a partir de 1990, uma radical reformulação em seu processo de gestão, adequando suas diretrizes estratégicas, produtivas e administrativas ao contexto de mudanças institucionais e econômicas internas e externas, e ao novo arranjo do setor nuclear brasileiro. Foi, entretanto, a partir do ano de 2004, que se iniciou o processo de revitalização operacional da empresa, visando ampliar o escopo das atividades da NUCLEP, com a adoção de novas diretrizes empresariais, objetivando o aumento do conteúdo nacional no fornecimento de bens e serviços. 
É atualmente um dos principais aquecedores da economia da região da Costa Verde. Produz equipamentos para vários campos de atuação, atuando na área nuclear, offshore, químico/petroquímico, naval, siderúrgica, mineração, hidrelétrica, termoelétrica, petróleo e gás.

## Atuação
A Nuclep participou de diversos outros projetos, como a construção do casco da plataforma da P-51 da Petrobras, câmara hiperbárica para pressões equivalentes a 3000 metros de profundidade e geradores de vapor para a Usina Nuclear de Angra 1. 
Ela ocupa uma área de 1,5 milhão de metros quadrados. Se apresenta num local de fácil acesso para três grandes capitais brasileiras: São Paulo, Rio de Janeiro e Belo Horizonte e tem acesso ao ramal ferroviário de Mangaratiba, à Rodovia Rio-Santos além de possuir um porto privativo para receber material grande demais para ser transportados pela malha rodoviária-ferroviária. Em 2010 irá fabricar casco resistente para submarinos para a Marinha Brasileira, com tecnologia francesa.
A fábrica está construída em um terreno de 1,5 milhão de metros quadrados, apresentando cerca de 95 mil metros quadrados de área coberta. O galpão principal de produção é constituído de seis corpos geminados com, aproximadamente, 200 metros de comprimento por 30 metros de largura, dispondo de uma capacidade nominal de movimentação de carga de até 600 toneladas, podendo atingir, em casos especiais, a até 900 toneladas. 
Os produtos e serviços fornecidos pela NUCLEP sempre estiveram associados a altos padrões de qualidade, sendo que a empresa detém os mais importantes certificados de qualidade da sua área de atuação, como as certificações ISO 9001/2015, ISO 14.001/2015, CNEN-NN-1.16, National Board (NB) e as certificações ASME NA, NS, NPT, U, U2.

### Nuclear
No setor nuclear, foi a responsável pelo fornecimento de equipamentos para a usina nuclear Angra 2 (acumuladores e condensadores), pela fabricação dos dois geradores de vapor substitutos para a usina nuclear Angra 1 e pela fabricação do pressurizador de Angra 3. Além disso, fabricou o primeiro reator nuclear naval, tornando-se pioneira em nacionalizar a tecnologia para fabricar e montar vasos de pressão com especificações nucleares. Em 2010, iniciou o processo de fabricação dos acumuladores e condensadores para a usina nuclear Angra 3.
A Nuclebrás é a única empresa nacional capacitada à manutenção e desenvolvimento dos equipamentos das usinas que compõem a Central Nuclear Almirante Álvaro Alberto (CNAAA).
A Nuclep é certificada com ASME III (selos NA, NS e NPT), emitida pela Sociedade Americana de Engenheiros Mecânicos, sendo a única empresa no país com essa certificação.

### Óleo e gás
Na indústria offshore, a NUCLEP construiu os módulos estruturais das plataformas P-51 e P-56 da Petrobras., tendo sido a primeira indústria do país a fabricar cascos semissubmersíveis para plataformas de petróleo. A empresa fabrica módulos estruturais FPSO, Vigas Cantiliver e Helipontos.

### Energia
A NUCLEP atua na linha de produção de Torres de Transmissão de Energia, com capacidade para fornecimento de 40 mil toneladas/ano, bem como na produção de equipamentos para Usinas Termelétricas e Hidrelétricas.

### Produtos industriais
Destaca-se, ainda, pelo pioneirismo e desenvolvimento tecnológico na fabricação de uma câmara hiperbárica para pressões equivalentes a 3 000 metros de profundidade, para o Cenpes - Petrobras, cuja aplicação principal é no sistema de exploração e produção de petróleo em águas profundas. 
A Nuclep tem capacidade para desenvolver, fabricar e comercializar equipamentos pesados aos mais diversos segmentos das indústrias nacionais e internacionais. Já foram produzidos para Industrias Petroquímicas e Siderúrgicas: Vasos de Pressão, Torres de Processos, Reatores, Trocadores de Calor e Câmara Hiperbárica; Usinas Termoelétricas: Carcaças de Turbina à Vapor; Indústria Automotiva: Componentes de Prensa; Usinas Hidroelétricas: Componentes Hidromecânicos.
Em 2019, a empresa passou a fabricar Empilhadeiras/Recuperadoras.

### Defesa
Em outro segmento, atuou no desenvolvimento da tecnologia de fabricação de cascos resistentes dos oito submarinos da Marinha Brasileira.ː três submarinos convencionais de tecnologia alemã, tipo IKL, Classe Tupi (Tamoio, Timbira e Tapajó); um submarino Classe Tikuna, incorporados à frota naval do Brasil na década de 90;  quatro submarinos convencionais de tecnologia francesa, tipo Scorpène, Classe Riachuelo (Riachuelo, Humaitá, Tonelero e Angostura), concluídos em 2019.
A NUCLEP participa através do Programa de Desenvolvimento de Submarinos (PROSUB) e do Programa Nuclear da Marinha (PNM) e é uma das responsáveis pela construção do primeiro submarino de propulsão nuclear do Brasil (SN-BR), o Álvaro Alberto.

## Terminal Portuário
A NUCLEP possui ainda um Terminal Portuário Privativo roll-on - roll-off para cargas indivisíveis de até 1 000 toneladas, ligado à fábrica por uma via de acesso privativo de 3 km de extensão, especialmente pavimentada para suportar cargas de até 39 toneladas por eixo de carreta.